# جکی کورتیس
جکی کورتیس (به انگلیسی: Jackie Curtis) (زاده ۱۹ فوریه ۱۹۴۷ - درگذشته ۱۵ مه ۱۹۸۵) بازیگر آمریکایی است.
او یک زن ترنس است. او در سال ۱۹۸۵ درگذشت.